# Order Narodowy (Mali)
Order Narodowy (fr. Ordre national) – wysokie odznaczenie państwowe Republiki Mali ustanowione 31 maja 1963, nadawane za wybitne zasługi dla narodu.

## Historia i zasady nadawania
Order został ustanowiony w 1963 w intencji upamiętnienia uzyskania niepodległości państwa, ogłoszonej w 1960. Odznaczenie jest nadawane za „wybitne zasługi oraz wierną służbę cywilną lub wojskową pełnioną dla narodu”. Otrzymują je zarówno obywatele Republiki Mali, jak i cudzoziemcy, którym jest przyznawane zazwyczaj jako oznaka przyjaźni.
Wielkim Mistrzem Orderu jest urzędujący prezydent państwa, który w trakcie sprawowania funkcji uzyskuje wyłączne prawo noszenia łańcucha odznaczenia. Nominacje do orderu są dokonywane dwa razy w roku – 1 stycznia i 1 lipca.

## Stopnie orderu
Ordre national zajmuje drugie miejsce w precedencji odznaczeń państwowych Republiki Mali (po Złotym Medalu Niepodległości – Médaille d’Or de l’Indépendance) i dzieli się na pięć klas:
- Krzyż Wielki (Grand-croix)
- Wielki Oficer (Grand officier)
- Komandor (Commandeur)
- Oficer (Officier)
- Kawaler (Chevalier)

## Insygnia
Odznaką orderu – wzorowaną na insygnium Legii Honorowej – jest gwiazda o dziesięciu promieniach w kształcie ramion krzyża maltańskiego. Pięć większych promieni, emaliowanych na żółto i opatrzonych na wierzchołkach złotymi kulkami, przedziela pięć promieni pomniejszonych, emaliowanych na czerwono. Na środku awersu gwiazdy umieszczony jest okrągły, czerwonoemaliowany medalion ze złotymi inicjałami:
„RM” („République du Mali”). Medalion otacza złoty pierścień z czerwonym napisem (złożonym wersalikami): „Ordre National”, wspartym na dwóch rozchylonych gałązkach laurowych. Odznaka trzech najwyższych stopni odznaczenia jest zawieszona na dwóch zielonych gałązkach laurowych, pomiędzy którymi znajduje się grawerowana, złota głowa lwa.
Gwiazda orderowa – przynależna do dwóch najwyższych stopni odznaczenia – składa się z ośmiu wiązek srebrnych promieni, różnej długości, na które centralnie nałożono gwiazdę o takim samym wzorze i zdobieniu, jakie występują w odznace.
Wstążki orderu przedstawiają barwy flagi Mali i są koloru żółtego z umieszczonymi skrajnie paskami – zielonym z lewej i czerwonym z prawej. Wstążka stopnia oficerskiego orderu jest uzupełniona rozetką.
| Baretki Orderu Narodowego | Baretki Orderu Narodowego | Baretki Orderu Narodowego | Baretki Orderu Narodowego | Baretki Orderu Narodowego | Baretki Orderu Narodowego |
| ------------------------- | ------------------------- | ------------------------- | ------------------------- | ------------------------- | ------------------------- |
| Krzyż Wielki              | Wielki Oficer             | Komandor                  | Oficer                    | Kawaler                   |                           |